# Little Joe 2
Little Joe 2 foi um teste da capsula Mercury. Transportando um macaco-rhesus, o Sam, bem perto do limite do espaço. Ele foi enviado para testar o equipamento espacial e os efeitos adversos do espaço sobre o homem. O lançamento, ocorreu no dia 4 de dezembro de 1959, às 11:15 de Wallops Island, Virginia, Estados Unidos. O Little Joe 2  atingiu 88 km de altitude. A capsula foi recuperada com o macaco intacto, no Oceano Atlântico pelo contratorpedeiro USS Borie. Sam era um de uma série de macacos no espaço. O macaco Sam foi treinado e condicionado na Escola de Medicina da Aviação em San Antonio, Texas. O tempo de Vôo foi de 11 minutos 6 segundos, com uma carga útil de 1.007 kg.
A espaçonave modelo (sem instrumentação) utilizada na missão Little Joe 2, é exibida atualmente no Museu de Airpower Park, em Hampton, VA.